# Crooks (groupe)
Pour les articles homonymes, voir Crooks.
Crooks, aussi appelé Crooks UK, est un groupe britannique de post-hardcore, originaire de Cheltenham.

## Histoire
Crooks est formé en 2009 à Cheltenham et se compose, après plusieurs changements de line-up, du chanteur Josh Rogers, des deux guitaristes Alex Pay et Oli Bendall, du bassiste Jacob Dutton-Keen et du batteur Jack Batchelor.
Le 2 mars 2012, un EP de quatre titres auto-produit, Nevermore, est publié. Un autre EP de deux titres sort le 14 juillet 2014 sous le titre de Still via le label Venn Records. Le 9 avril 2015, Headphone Music, filiale du label Equal Vision Records, signe le groupe et sort son premier album Are We All the Same Distance Apart le 30 octobre de la même année via le label,.
Entre octobre et novembre 2015, le groupe assure la première partie de Palisades et de la tête d'affiche Our Last Night lors de leur tournée Younger Dreams Europe. La tournée débute en Russie, avec des étapes en Biélorussie, en Allemagne ainsi qu'en Hongrie, et se termine en Belgique. En février 2016, le groupe effectue trois concerts avec Glassjaw en première partie de Coheed and Cambria. Juste après, le groupe fait sa première tournée européenne en tant que tête d'affiche avec Boston Manor en première partie. Au cours de sa carrière, le groupe a déjà joué avec Mallory Knox, Your Demise, Marmozets, Transit, Gallows et Hands Like Houses.

## Discographie
- 2012 : Nevermore (EP, auto-produit)
- 2014 : Still (EP, Venn Records)
- 2015 : Are We All the Same Distance Apart (album, Headphone Music)